# Hookeria erectiuscula
Hookeria erectiuscula là một loài Rêu trong họ Hookeriaceae. Loài này được Taylor mô tả khoa học đầu tiên năm 1846.